# Хоругвь (подразделение)
Хору́гвь или хоронгвь (пол. chorągiew, устаревшее — rota, от нем. Rotte) — организационно-тактическая единица в рыцарском войске средневековой Руси, Польши и Великого княжества Литовского, примерно соответствовавшее роте, состоявшая из 25 — 80 копий, формирование с данным наименованием было и в армии Петра I .
В соответствии с Толковым словарём живого великорусского языка Владимира Даля, хоругвь — часть войска, при коей состоит хоругвь или значок, употребляется больше в отношении к коннице — эскадрон, сотня.

## История

### Польско-литовское войско

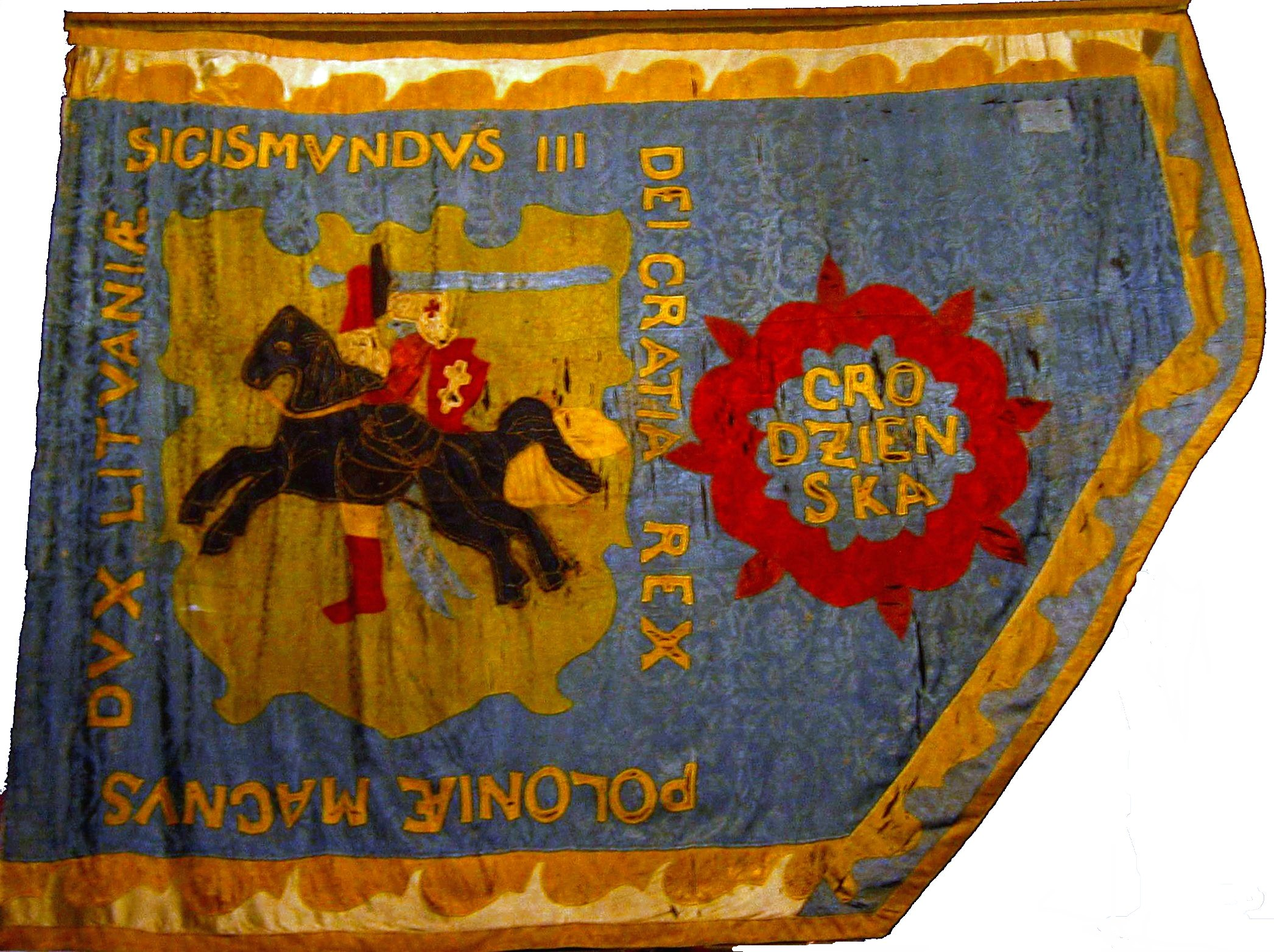
Хоругвь земли городенской с времён правления Сигизмунда III Вазы

В XVI — XVIII веках хоругвью называлось подразделение в польско-литовском войске, соответствовавшее роте.
Типы хоругвей:
- Земская хоругвь (пол. Chorągiew ziemska) — подразделение, состояло из воинов, собранных с определённой территории (земства, земли).
- Родовая хоругвь (пол. Chorągiew rodowa) — подразделение, формировавшееся из членов определённого шляхетского рода.
- Надворная хоругвь (пол. Chorągiew nadworna) — подразделение, принадлежавшее польско-литвинскому королю.

В кавалерии польско-литовской республики в XV—XVIII веках существовало следующее деление:
- Гусарская хоругвь (пол. Chorągiew husarska) — 100—200 коней.
- Лёгкая хоругвь (пол. Chorągiew lekka) — 60 — 100 коней.
- Панцерная хоругвь (пол. Chorągiew pancerna) — 100—150 коней, «Товарищи панцерные» набирались в основном из средней и мелкой шляхты.
- Татарская хоругвь (пол. Chorągiew tatarska)
- Волошская хоругвь (пол. Chorągiew wołoska)
- Казацкая хоругвь (пол. Chorągiew kozacka)

### Армия Петрa I
В апреле 1707 года Пётр I, находя необходимым иметь лёгкую кавалерию и для увеличения регулярной конницы в армии, поручил сербскому полковнику Апостолу Кичичу сформировать волошскую хоронгвь из проживавших в Южной России (ныне Украина) арнаутов, молдаван, валахов, сербов и других выходцев из южнославянских стран, иноземцев-выходцев из Турции (Османская империя) и Австрии (Священная Римская империя). В прочем, в других источниках упоминается, что Кигеч ранее в 1643—1660 годы служил в волошских хоронгвах, которые в то время входили в войска Речи Посполитой.
В разных источниках подразделения волошской хоронгвии называют хоронгвами, эскадронами или гусарскими полками. Состав подразделений включал полки полковников Апостола Кичича, Василия Танского, Михаила Брашевяна и Сербина.
Эти формирования участвовали в Северной войне. Ко времени Прутского похода 1711 года число волошских хоронгвий увеличилось до 6, и были ещё сформированы Сербская и Польская хоронгвы. Сербская и Польская хоронгвы к концу 1711 года были распущены, за исключением 1 500 человек личного состава, составивших три команды: Венгерскую, Волошскую и Казачью, по 500 человек личного состава, в каждой. К 1721 году и эти команды были расформированы.
В 1776—1783 годы в Русской императорской армии существовал волохский гусарский полк.

## Галерея

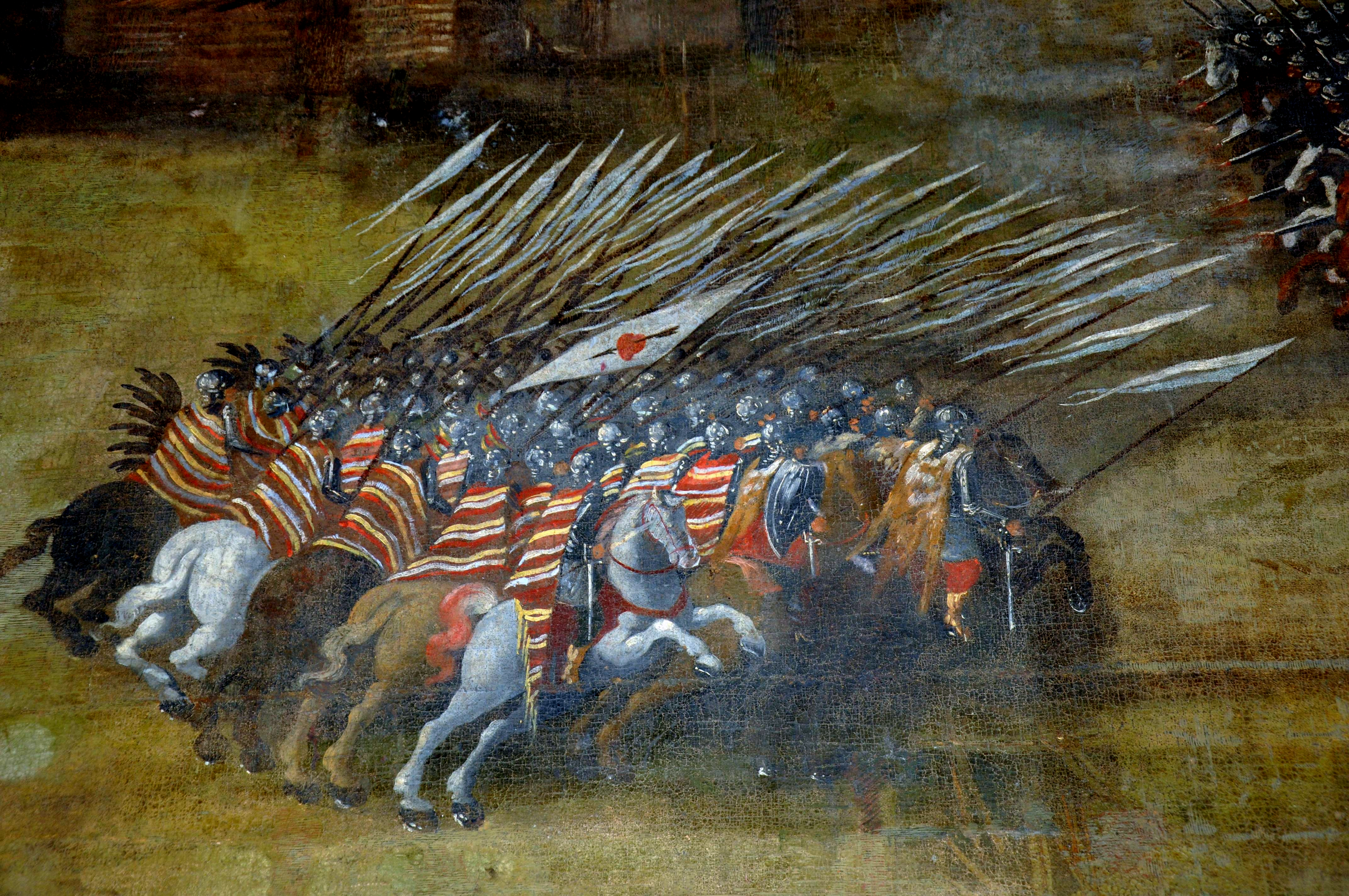
Атака хоругви крылатых гусар в битве при Клушине, картина Ш. Богушовича, 1620 год.
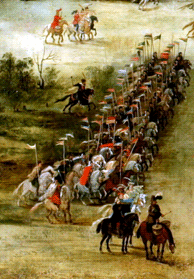
Гусарская хоругвь. Фрагмент картины «Битва при Кирхгольме в 1605 году», П. Снайерс, около 1630 года. Коллекция замка Саснаж, Франция.
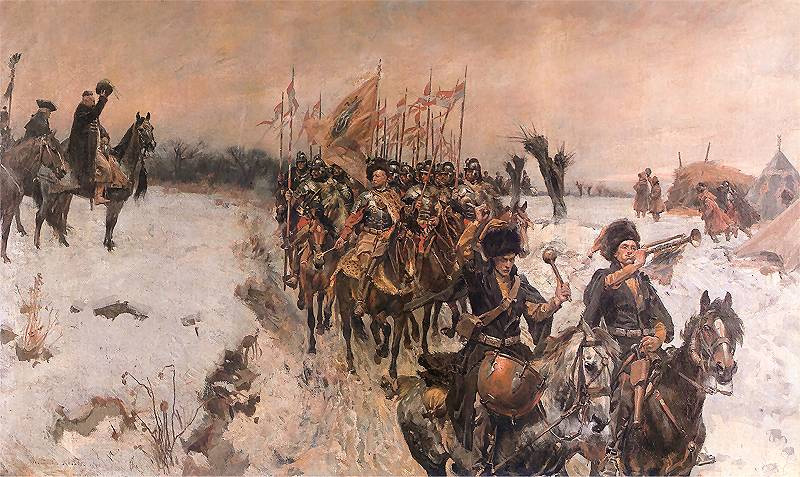
В. Коссак, Панцерная хоругвь.
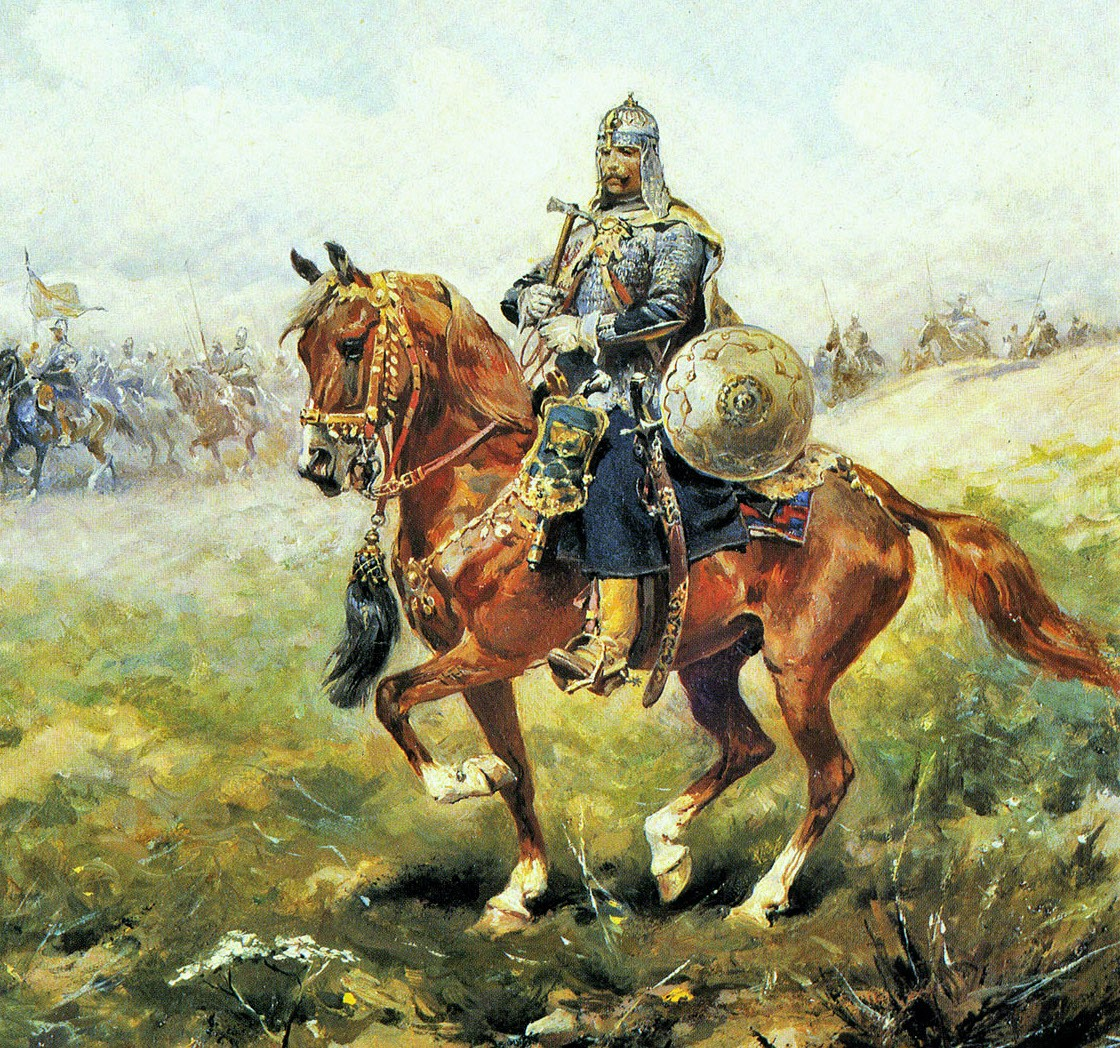
Воин Панцерной хоругви.